# Amt Rotenburg
Das Amt Rotenburg war eine territoriale Verwaltungseinheit der Landgrafschaft Hessen und ab 1567 der Landgrafschaft Hessen-Kassel. Von 1627 bis 1834 gehörte es mit der Residenzstadt Rotenburg an der Fulda zur landgräflichen Nebenlinie von Hessen-Rotenburg, der sogenannten „Rotenburger Quart“.
Bis zur Verwaltungs- und Gebietsreform des Kurfürstentums Hessen im Jahr 1821 und der damit verbundenen Auflösung bildete es als Amt den räumlichen Bezugspunkt für die Einforderung landesherrlicher Abgaben und Frondienste, für Polizei, Rechtsprechung und Heeresfolge.

## Geographische Lage
Das Gebiet des Amts Rotenburg umfasste im Wesentlichen das mittlere Fuldatal. Für die Region hat sich der Name „Waldhessen“ eingebürgert. Westlich des Amts steigen die Höhen des Knüllgebirges (gelegentlich auch nur "Knüll") an, östlich die Höhen des Werra-Fulda-Berglandes. Im Süden liegt der Seulingswald.
Das Amtsgebiet liegt heute im Nordosten des Landes Hessen und gehört zu den Orten Rotenburg an der Fulda, Bebra, Ronshausen, Ludwigsau und Alheim im Landkreis Hersfeld-Rotenburg, sowie zur Gemeinde Knüllwald im Schwalm-Eder-Kreis.
Das Gebiet des Amts grenzte:
- im Westen an das Amt Homberg,
- im Norden an das Amt Spangenberg,
- im Osten an das Amt Sontra,
- im Südosten an das Amt Friedewald und das sachsen-eisenachische Amt Gerstungen und
- im Süden an das Amt Obergeis und das Gebiet des Klosters Petersberg.

Der Ort Obersuhl bildete eine Exklave und wurde im Norden vom Amt Sontra, im Süden und Osten vom sachsen-eisenachischen Amt Gerstungen und im Südosten vom hessisch-sächsischen Amt Hausbreitenbach umschlossen. Die im Westen liegenden Orte Bosserode und Raßdorf kamen 1733 vom sächsischen Amt Gerstungen zum hessischen Amt Sontra.

## Geschichte
Das Gebiet um Rotenburg gehörte um 750 zur Abtei Hersfeld. Im Güterverzeichnis Breviarium Sancti Lulli der Abtei von 769 wurden drei Dörfer bei Rotenburg das erste Mal urkundlich erwähnt. Die Gisonen waren Vögte der Abtei Hersfeld. Sie bauten eine erste Sicherungsburg im Fuldatal, als es ihnen gelang, die Vogtei in ihren Besitz zu bekommen. Um diese Burg entstand eine Siedlung. Die Thüringer Landgrafen, die nach den Gisonen durch Erbschaft in den Besitz der Vogtei kamen, erbauten auf dem Berg Alter Turm die Burg Rodenberg, die heute noch in Ruinen sichtbar ist und von deren Namen vermutlich auch der Stadtname abgeleitet wurde.
Die Siedlung am linken Fuldaufer, die heutige Altstadt, wurde 1248 das erste Mal als Stadt erwähnt. Nach dem hessisch-thüringischen Erbfolgekrieg 1264 gehörte die Stadt zur Landgrafschaft Hessen. Die alte Talburg, auf der Seite der Altstadt, soll nach 1423 abgetragen worden sein. Im Jahre 1470 entstand das erste Schloss Rotenburg.
1502 bestand das Amt Rotenburg aus dem Obergericht (mit 13 Orten) und dem Untergericht (mit 13 Orten). Ab 1579 wurden auch die Gerichte Obersuhl (ehemaliges Amt Wildeck mit zwei Orten), Rengshausen (5 Orte) und Rohrbach (8 Orte) dazu gerechnet. Das Amt hatte acht Gerichtsstühle (Bebra, Braach, Breitenbach, Rengshausen, Seifertshausen, Obersuhl, Tann und Weiterode).
Nach dem Tod des Landgrafen Philipp I. von Hessen erfolgte 1567 eine Erbteilung der Landgrafschaft Hessen. Der älteste Sohn Philipps, Wilhelm IV., erhielt mit der Landgrafschaft Hessen-Kassel etwa die Hälfte des Territoriums einschließlich der Hauptstadt Kassel. Zu diesem Gebiet kam auch das Amt Rotenburg. Zwischen 1627 und 1834 war die Stadt Rotenburg Residenzstadt der landgräflichen Nebenlinie von Hessen-Rotenburg, der sogenannten Rotenburger Quart, zu der seitdem auch das Amt gehörte. Gleichzeitig mit dem 1803 vollzogenen Reichsdeputationshauptschluss und der Säkularisation der geistlichen Herrschaften wurde die Landgrafschaft Hessen-Kassel, welche die Oberhoheit über Hessen-Rotenburg innehatte, zum Kurfürstentum Hessen.
Dem durch Napoléon dominierten Rheinbund trat Kurfürst Wilhelm I. von Hessen-Kassel nicht bei und versuchte neutral zu bleiben. Daraufhin besetzte Napoléon das Land und schlug es nach dem Frieden von Tilsit 1807 nahezu vollständig dem neu gebildeten Königreich Westphalen seines Bruders Jérôme zu. Das Amt Rotenburg wurde dem Departement der Werra zugeteilt und auf die Kantone Rotenburg, Hersfeld, Obergeis und Bebra im Distrikt Hersfeld, sowie auf den Kanton Nentershausen im Distrikt Eschwege aufgeteilt.
Nach der Auflösung des Königreichs Westphalen im Jahr 1813 wurde das Kurfürstentum Hessen mit seiner Verwaltungsstruktur wieder hergestellt. Das hessische Amt Rotenburg bestand noch bis 1821 und wurde im Zuge der kurhessischen Verwaltungsreform politisch dem Landkreis Rotenburg (Fulda) zugeordnet.

## Bestandteile

### Zugehörige Gerichte
1502 bestand das Amt Rotenburg aus dem Obergericht (mit 13 Orten) und dem Untergericht (mit 13 Orten). Ab 1579 wurden auch die Gerichte Obersuhl (ehemaliges Amt Wildeck mit zwei Orten), Rengshausen (5 Orte) und Rohrbach (8 Orte) dazu gerechnet.
Stadt
- Rotenburg an der Fulda

Obergericht
| - Asmushausen - Bebra (Gerichtsort) - Blankenheim - Braunhausen - Breitenbach (Gerichtsort) | - Gilfershausen - Iba - Lispenhausen - Lüdersdorf - Meckbach | - Mecklar - Ronshausen - Weiterode (Gerichtsort) - Stockhausen (Wüstung) - Erdhausen (Wüstung) | - Rudolferode (Wüstung) |

Untergericht
| - Baumbach - Braach (Gerichtsort) - Dankerode - Erdpenhausen - Erkshausen | - Hergershausen - Niederellenbach - Niedergude - Oberellenbach - Obergude | - Schwarzenhasel - Seifertshausen (Gerichtsort) - Sterkelshausen |

Gericht Obersuhl (Amt Wildeck)
- Hönebach
- Obersuhl (Gerichtsort; zeitweise Exklave)

Gericht Rengshausen
- Hausen
- Licherode
- Lichtenhagen
- Nausis
- Nenterode
- Rengshausen (Gerichtsort)

Gericht Rohrbach (auch "In der Rohrbach", später "Ludwigseck")
- Beenhausen
- Gerterode
- Heierode (Hainrode?)
- Rohrbach
- Oberthalhausen
- Niederthalhausen mit Hof Trunsbach und Wüstung Schöppach
- Tann (Gerichtsstätte)
- Ersrode

### Gerichtsorte
- Bebra (Obergericht)
- Braach (Untergericht)
- Breitenbach (Obergericht)
- Rengshausen (Gericht Rengshausen)
- Seifertshausen (Untergericht)
- Obersuhl (Gericht Obersuhl / Amt Wildeck)
- Tann (Gericht Rohrbach / Ludwigseck)
- Weiterode (Obergericht)